# Кад сви забораве
Кад сви забораве (енгл. When Everyone Forgets) је роман америчке књижевнице Џенифер Дибое (енгл. Jennifer duBois). Српско издање је објавила издавачка кућа Вулкан из Београда 2014. године.

## О аутору
Џенифер Дибоа је рођена 25. августа 1983. у западном Масачусету, дипломирала је на Универзитету Тафтсу и похађала радионицу енгл. Whiting Writer’s. Њен дебитантски роман енгл.  је био добитник награда енгл. California Book и енгл. Northern California Book, као и финалиста енгл. PEN/Hemingway. Њен други роман енгл.  је био добитник награде енгл. Housatonic Book и финалиста за награду  енгл. Young Lions Fiction Њујоршке јавне библиотеке. Године 2018. је добила стипендију Националне задужбине за уметност за свој трећи роман енгл. The Spectators. Њене кратке приче, одломци из романа, критике и есеји су објављивани у Њујорк Тајмсу, The Wall Street Journal, Плејбоју, Narrative Magazine, Lapham's Quarterly, American Short Fiction, The Kenyon Review, The Missouri Review, Salon.com, Космополитану, Zyzzyva и другде. Тренутно предаје на Тексашком државном универзитету. 

## О књизи
Књига Кад сви забораве прати Лили Хејз која ужива у свему што град нуди, у његовим здањима, храни и момцима. Живи са Кејт коју су неколико недеља након почетка заједничког живота пронашли брутално убијену у стану. Поставља се питање шта је за то време радила Лили Хејз, а одговор се разликује од испитаника. Док се случај истражује откривају се тајне, обмане и лажи, у очима својих најближих Лили је истовремено и хладнокрвни убица и недужна особа. Појавиће се неко ко жели да Лили ипак одслужи казну.